# Literatura de Gales
Se puede denominar literatura galesa o literatura de Gales a la literatura compuesta en idioma galés, o a la literatura compuesta otros idiomas, como latín o inglés, por autores galeses. La literatura en galés se remonta hasta la Edad Media, y se mantiene hasta la actualidad con diversas fluctuaciones e influencias. La industrialización del sur de Gales a partir del siglo XIX provocó una ola de inmigración de hablantes de inglés hacia esa zona, lo que contribuyó a la aparición de una literatura anglo-galesa.

## Edad Media

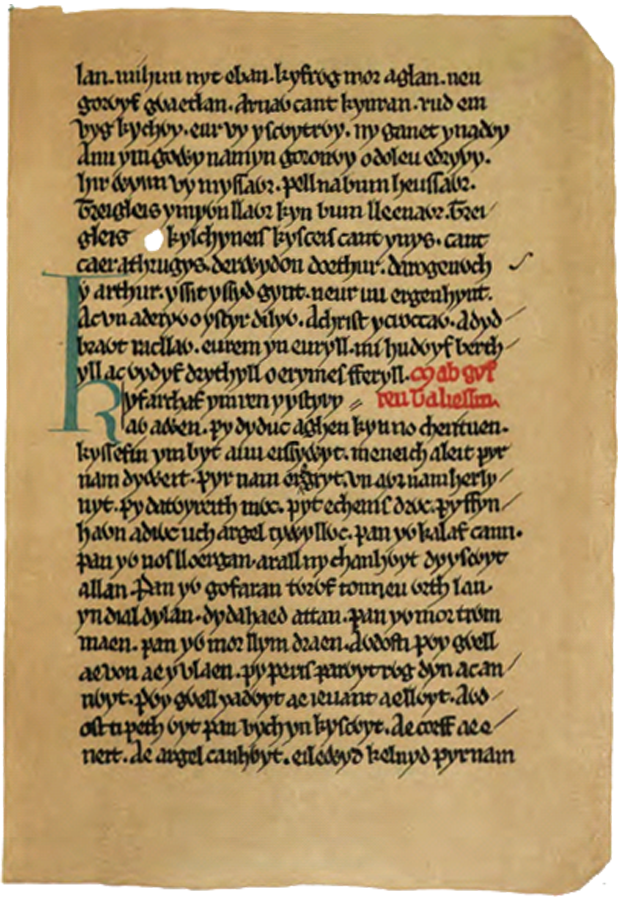
Facsímil de una página del Libro de Taliesin.

La literatura galesa medieval, que nace con la formación y expansión del propio idioma galés, puede datarse en torno al siglo VI, aunque los testimonios de las obras de este periodo nos han llegado en manuscritos tardomedievales. Las escasas informaciones sobre los poetas de esta primera época, conocida como Y Cynfeirdd ("Poetas antiguos") o Yr Hengerdd ("Poesía antigua") se encuentran en la Historia Brittonum, tradicionalmente atribuida al historiador Nennius. Allí encontramos los nombres de algunos de los poetas cuyas obras se han conservado, como Taliesin o Aneirin. La tradición épica de Taliesin y Anierin fue continuada durante los siglos X y XI por otros poetas anónimos, en las sagas Llywarch Hen, Heledd, y la dedicada a la muerte de Urien Rheged.
La llegada de los normandos a Gales en el siglo XI marca una nueva época en la historia de la poesía galesa: la que se conoce como Beirdd y Tywysogion ("Poetas de los Príncipes"), compuesta antes de la pérdida de la independencia en 1282, a la que siguió la conocida como Beirdd yr Uchelwyr ("Poetas de la Nobleza"). La mayor parte de las obras del periodo de los Príncipes se encuentra recogida en el Manuscrito Hendregadredd. La poesía de esta primera época se caracteriza por la profesionalización de la profesión de poeta, gracias al mecenazgo de reyes, nobles, etc., de manera que el poeta o cantor (el pencerdd) era un cortesano más al servicio del señor, y su formación y graduación estaban establecidas como las de cualquier otro artesano. Los poetas de esta época, entre los que cabe destacar a Meilyr Brydydd, escribían en una lengua deliberadamente anticuada y retórica, intentando imitar el estilo de los "poetas antiguos", en especial de Taliesin.
La pérdida de la independencia en 1282 supuso una crisis en la tradición poética anterior, aunque los bardos siguieron disfrutando de la protección de los nobles, tanto galeses como normandos, manteniendo su profesionalismo hasta el punto de agruparse en un gremio. El hecho poético más importante de esta época es el desarrollo del metro denominado cywydd, por lo que a los poetas de esta época también se les conoce como Cywyddwyr ("poetas que emplean el metro cywydd"). Los nombres y las obras de muchos de los poetas de esta época se han conservado: entre ellos destacan Iolo Goch, Dafydd ap Gwilym, Guto'r Glyn, Dafydd Nanmor o Tudur Aled.
Singular importancia histórica y literaria, pese a no estar escritos en galés, tienen también los textos dedicados al Rey Arturo. El relato "Culhwch and Olwen", escrito en la segunda mitad del siglo XI, está considerado como el más antiguo escrito en el que aparece una referencia a dicho rey. Pero sin duda, la obra más influyente de la primitiva tradición artúrica es la del normando galés Geoffrey de Monmouth, la Historia Regum Britanniae.
En el campo de la prosa, la primera anotación conservada en lengua galesa es una breve glosa de sesenta y cuatro palabras en el Llyfr Teilo ("Libro de San Tello"), quizás anterior al siglo IX, mientras que el primer libro escrito completamente en galés es el Libro negro de Carmarthen (c. 1250). Las primeras obras literarias en prosa, sin embargo, eran las compuestas por los "cuentacuentos" (en galés, cyfarwydd), los cuales, al igual que los poetas, estaban al servicio de los reyes y nobles. Desgraciadamente, la mayor parte de su obra se ha perdido, y lo que se conserva son recreaciones literarias posteriores basadas en la tradición oral. La colección más importante de relatos medievales galeses es el Mabinogion, conservado en manuscritos como el Libro Blanco de Rhydderch (c. 1350) o el Libro Rojo de Hergest, de entre 1382 y 1410.
La prosa medieval galesa contiene otros géneros además de la narración oral: textos legales, religiosos o históricos como la Brut y Tywysogion ("Crónica de los Príncipes") o la Brut y Brenhinedd ("Crónica de los Reyes"). Entre los escritores galeses en latín destaca Giraldus Cambrensis (Gerald de Barri en normando), autor de diversos libros sobre sus viajes y sobre su tierra natal, Gales.

## SiglosXVIyXVII
Como en el resto de Europa, los siglos XVI y XVII fueron en Gales un periodo de cambios sociales, políticos y económicos, de manera que se puede decir que en esta época se asentaron los cimientos del Gales moderno. Mediante las Actas de Gales de 1535-1542, Gales fue anexionado e integrado plenamente en Inglaterra, perdiendo los últimos vestigios de independencia. Además, el Acta de Uniformidad de 1559, firmada por Isabel I de Inglaterra, convertía a Gales en un país protestante. En este periodo, además, aparecen las primeras industrias, tales como la minería de carbón y metales (plomo, hierro...), que permitirían la industrialización masiva de siglos posteriores.
En el campo literario, el siglo XVI se caracteriza por el declive de la tradición de los "Poetas de la Nobleza", los cywyddwyr. La disolución de los monasterios, que se habían convertido en una importante fuente de mecenazgo para los poetas, y la anglicización de la nobleza durante el periodo de los Tudor, implicó que cada vez existieran menos patrones dispuestos o deseosos de apoyar a los poetas galeses. También había razones internas para este declive: el espíritu conservador del gremio de poetas, por ejemplo, hacía que fuera difícil para ellos adaptarse a los nuevos tiempos, en especial con la introducción del pensamiento renacentista y de la imprenta. En cualquier caso, la tradición poética galesa no desapareció completamente, aunque sí perdió su carácter profesional. De hecho, los metros y las técnicas poéticas tradicionales (en especial el Cynghanedd o "armonía") se mantienen aún en las obras de muchos poetas galeses contemporáneos.

### El Renacimiento en Gales
Pese a que Gales no poseía, a comienzos del siglo XVI, ninguna universidad, centro cultural o corte que pudiera servir de difusor y altavoz a las nuevas ideas renacentistas, el influjo de este movimiento es evidente, sobre todo gracias a la labor de algunos individuos, tanto católicos como protestantes, que dedicaron sus esfuerzos para lograr que la lengua galesa se mantuviese en contacto con panorama cultural y literario europeo.
Así, por ejemplo, en 1546 se imprimió el primer libro en galés: Yn y llyvyr hwnn (literalmente, "En este libro"), de Sir John Price (c. 1502-55), un aristócrata y funcionario público de gran importancia. Implicado en la aplicación de la disolución de los monasterios, Price era también un intelectual al tanto de las nuevas ideas en materia de religión y educación, que conocemos con el nombre de Reforma y Humanismo. También fue un importante coleccionista de manuscritos de diversos temas, incluidas la historia y la literatura de Gales.
Poco después de la obra de John Price, comenzaron a publicarse las de William Salesbury, un decidido protestante que había estudiado las ideas religiosas procedentes de Europa. En el otro lado, Gruffudd Robert, católico, mostraba el mismo espíritu de estudio e investigación, lo que le llevó a publicar una gramática del idioma galés durante su exilio en Milán en 1567. La publicación, en 1588, de una traducción completa de la Biblia al galés, realizada por William Morgan, supuso un importante avance, tanto para la lengua como para la literatura galesas.

### Otras obras de los siglosXVIyXVII
La mayor parte de las obras publicadas en galés durante los siglos XVI y XVII eran de tipo religioso. Morgan Llwyd, un puritano que escribía en inglés y en galés, publicó diversas obras describiendo sus experiencias religiosas. Otros autores, también de temática religiosa, son Vavasor Powell o el poeta William Pugh, realista y católico. Se conservan pocas obras escritas por mujeres de la época, aunque cabe mencionar las de Katherine Philips, quien, aunque nacida en Inglaterra, vivió en Gales casi toda su vida, y que se convirtió en el centro de un grupo literario al que acudían tanto hombres como mujeres.
Por otra parte, también en esta época se aprecian las primeras manifestaciones de una literatura anglo-galesa (escrita en Gales, en idioma inglés), como en las obras del escritor Henry Vaughan, o de su contemporáneo George Herbert.

## SigloXVIII

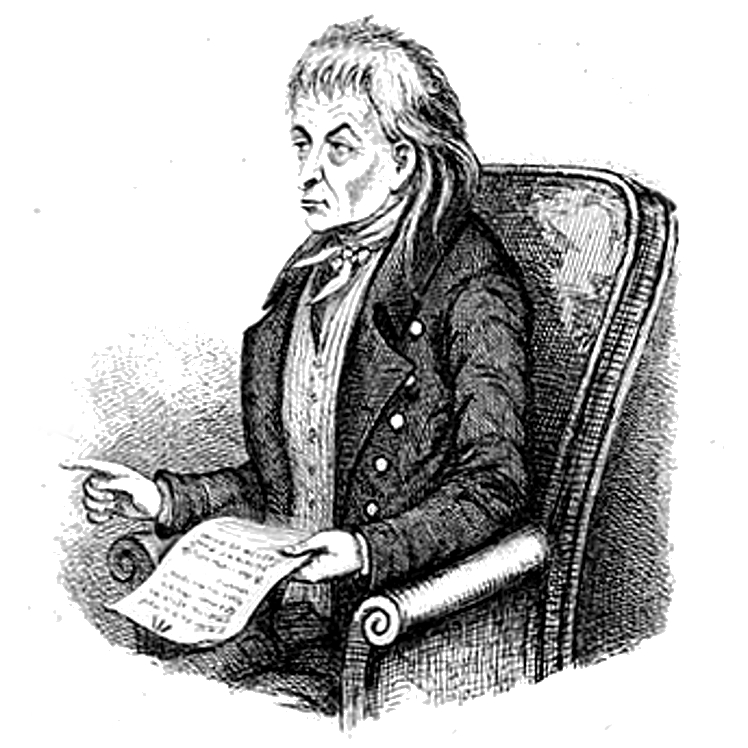
Retrato de Edward Williams, que escribió bajo el seudónimo de Iolo Morganwg.

Durante el siglo XVIII, la tendencia de la literatura galesa hacia la temática religiosa se mantuvo, e incluso se acentuó debido a la aparición del inconformismo galés. La recuperación del metodismo en Gales, inicialmente encabezada por Howell Harris y Daniel Rowland, dio como resultado no sólo sermones y tratados religiosos, sino también poesías e himnos como los compuestos por William Williams Pantycelyn o Ann Griffiths entre otros.
Los hermanos Lewis y Richard Morris, de Anglesey, fueron figuras fundamentales en el establecimiento de las sociedades galesas de Londres (London Welsh), y las cartas que intercambiaron ofrecen una completa visión de la época. Las actividades de estas sociedades galesas contribuyeron a que Gales conservara al menos una parte de su individualidad en el conjunto de Gran Bretaña.
Las actividades de otras personalidades, como Thomas Jones de Corwen o Iolo Morganwg, masón y hombre de letras de Glamorgan, contribuyeron también a la recuperación del Eisteddfod (festival) Nacional de Gales, y a la invención de muchas de las tradiciones que todavía hoy lo rodean. Aunque Iolo es a veces calificado como un "charlatán", porque muchas de sus supuestas averiguaciones se basan únicamente en mitos, también fue un gran coleccionista de manuscritos antiguos, gracias a los cuales podemos conocer la literatura galesa primitiva.
Por otra parte, la antigua tradición por la que los poetas buscaban el mecenazgo de los nobles galeses, que todavía se mantenía vigente, desapareció de manera casi definitiva durante este siglo. Entre las obras poéticas de esta época, sin embargo, cabe mencionar Gweledigaetheu y Bardd Cwsc ("Visiones del bardo durmiente", 1703), de Ellis Wynne, considerado como una obra clásica de la literatura en lengua galesa.

## SigloXIX
Tras la Revolución industrial, los valles del sur de Gales recibieron un importante flujo migratorio, fundamentalmente de las zonas colindantes de Inglaterra. Muchos de los recién llegados hicieron el esfuerzo por aprender la lengua galesa e integrarse en la comunidad local, lo que produjo un aumento en la demanda de todo tipo de literatura: libros, periódicos, revistas, poesía, baladas, sermones... Algunos de los inmigrantes más acomodados, como Lady Charlotte Guest o Lady Llanover, contribuyeron activamente a enriquecer la vida cultural de la zona. Gracias sobre todo a una red de festivales tradicionales o eisteddfod, la escritura se convirtió en un pasatiempo popular, estimulando así la producción literaria en todos los géneros.

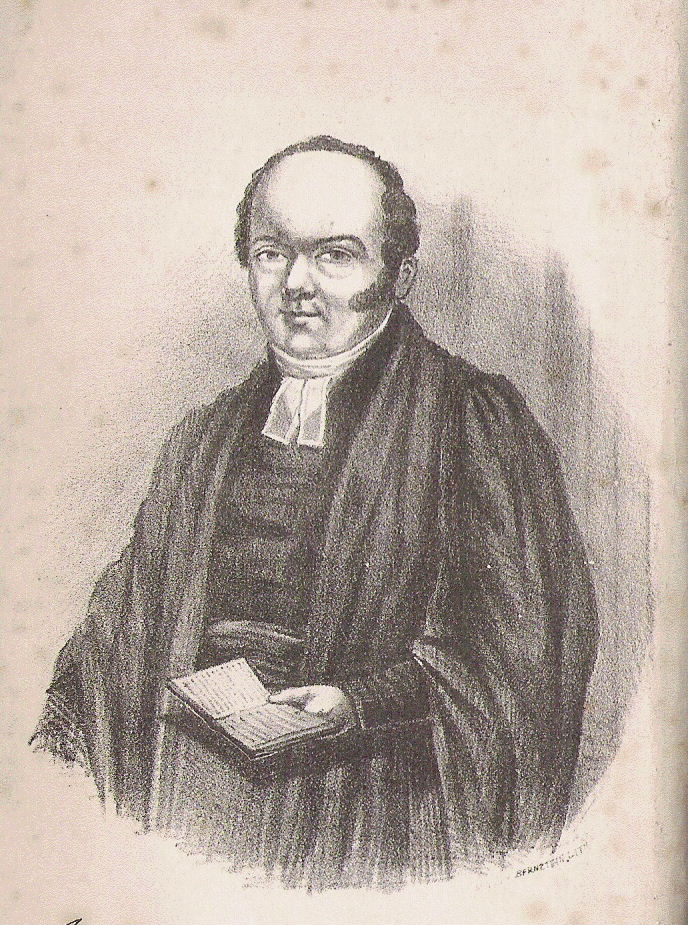
John Blackwell.

Los poetas de la época desarrollaron la costumbre de utilizar seudónimos bárdicos para ocultar su identidad en las competiciones públicas, y siguieron usando estos seudónimos incluso cuando ya eran poetas consagrados y reconocidos. Algunos de los poetas más renombrados de esta época son Evan Evans, John Blackwell, William Thomas y John Ceiriog Hughes, que utilizaron los seudónimos "Ieuan Glan Geirionydd", "Alun", "Islwyn" y "Ceiriog" respectivamente.
La novela no había sido un género muy popular en Gales hasta ese momento: existían por supuesto traducciones de novelas extranjeras al galés, pero para encontrar un desarrollo autóctono del género hay que esperar hasta la aparición de Daniel Owen, autor of Rhys Lewis (1885) y Enoc Huws (1891).

## SigloXX

### Literatura en galés
A finales del siglo XIX y principios del XX, la literatura galesa comenzó a reflejar la progresiva utilización de la lengua galesa como símbolo político. Dos de las más importantes figuras de este periodo fueron el prolífico Saunders Lewis y la escritora y editora Kate Roberts. Lewis, que había crecido en Liverpool, era el líder del movimiento nacionalista galés, encarcelado por tomar parte en diversas protestas; como escritor, eligió el teatro como medio de movilización y concienciación sobre su causa. La novelista Kate Roberts, por su parte, trabajaba al mismo tiempo como profesora, y es uno de los pocos escritores en haber vivido tanto en el norte como en el sur de Gales.
La industrialización de ciertas zonas de Gales, por otra parte, comenzaba a ser vista con sentimientos encontrados, mientras que la vida rural, que persistía en el resto del país, era idealizada por la mayoría de los escritores. Una visión más realista de la vida en las granjas en el período de entreguerras es el que presenta John Ellis Williams (1924-2008), quien escribió tanto en inglés como en galés. Sus escritos, basados en sus propios recuerdos, se publicaron en diversos periódicos, en la revista Countryman y, posteriormente, en forma de libro con el título de Clouds of Time and other Stories ("Sombras del tiempo y otras historias") (1989) y Rare Welsh Bits ("Pequeñas rarezas galesas") (2000). Williams, un espíritu independiente en el mundo editorial galés, no pertenecía ni al mundo académico ni al político; después de la Segunda Guerra Mundial se acercó al existencialismo, y mantuvo una larga correspondencia con la también escritora Simone de Beauvoir.
Entretanto, la poesía galesa, que había estado a punto de desaparecer casi por completo, recobró su vitalidad gracias a la recuperación de los versos y formas tradicionales, en parte, una vez más, como símbolo político. Alan Llwyd y Dic Jones fueron los más destacados cultivadores de este tipo de poesía, junto con poetisas como Menna Elfyn, que gradualmente comenzaron a hacerse oír en un círculo poético generalmente dominado por hombres.
Por otra parte, ésta es también la época en la que se inicia el estudio científico de la literatura galesa antigua, así como de la lengua galesa, gracias a obras como la de Sir Ifor Williams, quien rescató por ejemplo las obras de poetas como Taliesin y Aneirin de las manos de anticuarios y aficionados sin verdadera formación filológica o histórica, como el Reverendo Edward Davies, quien afirmaba que el tema de la poesía de Aneirin Gododdin era una masacre de los bretones en Stonehenge en 472.

### Literatura en inglés
La literatura anglo-galesa se desarrolló sobre todo a partir de la inmigración de hablantes ingleses tras la industrialización del siglo XIX. Entre sus primeros cultivadores se encuentran Arthur Machen (1863-1947); el escritor de cuentos y novelista Caradoc Evans (1878-1945); el novelista y dramaturgo Jack Jones (1884-1970); el periodista y novelista Howard Spring (1889-1965); el escritor socialista Lewis Jones (1897-1939); o el novelista y escritor de relatos Rhys Davies (1901-78). Un rasgo común a los escritores galeses es el de emplear variantes del inglés que los apartan de la norma estándar.
El famoso poeta de Newport W. H. Davies (1871-1940), está considerado como uno de los más importantes "Poetas Georgianos"; pese a no residir en su Gales natal, escribió casi toda su vida sobre sus viajes y sobre el ambiente pastoral galés. Uno de los amigos más cercanos de Davies, Edward Thomas (1878–1917), fue también un exitoso periodista y más tarde un reconocido escritor, y está considerado como un poeta anglo-galés. Otros novelistas galeses posteriores incluyen a Gwyn Thomas (1913-81) y Alexander Cordell (1914-97), quien escribió una serie de novelas históricas populares sobre la historia galesa del siglo XIX. La novela Qué verde era mi valle, de Richard Llewellyn, de origen galés aunque residente en Londres (1906-83), fue posteriormente adaptada en una conocida película.
Sin duda el más conocido poeta anglo-galés es Dylan Thomas (1914-53), cuya infancia y juventud en Swansea y Carmarthenshire tiene una profunda influencia en su obra. Su obra más famosa, Bajo el bosque lácteo, se radió por primera vez en 1954. Otros importantes poetas galeses residentes en Inglaterra son Idris Davies (1905-53); Vernon Watkins (1906-67); Ronald Stuart Thomas (1913-2000) o Alun Lewis (1915-44).